# 国鉄T11形コンテナ
国鉄T11形コンテナ（こくてつT11がたコンテナ）は、日本国有鉄道（国鉄）が1965年（昭和40年）から1967年（昭和42年）にかけて製造した、鉄道輸送用一種規格タンクコンテナである。

## 概要
1965年（昭和40年）に東急車輛製造にて1個が製作された。落成時の形式名は930形式であったが1966年（昭和41年）6月の称号改正によりT11形に変更した。その後量産型として1967年（昭和42年）に3個が東急車輛製造にて製作された。1985年（昭和60年）度に形式消滅した。